# Liên minh thiết bị cầm tay mở
Liên minh thiết bị cầm tay mở (OHA) là một hiệp hội gồm 84 công ty để phát triển những tiêu chuẩn mở cho các thiết bị di động. Các công ty thành viên bao gồm Google, HTC, Sony, Dell, Intel, Motorola, Qualcomm, Texas Instruments, Samsung Electronics, LG Electronics, T-Mobile, Sprint Corporation, Nvidia, và Wind River Systems.
OHA được thành lập vào ngày 5 tháng 11 năm 2007, dẫn đầu bởi Google và 34 thành viên, bao gồm các nhà sản xuất thiết bị cầm tay di động, các nhà phát triển ứng dụng, vài nhà mạng di động và các nhà sản xuất chip.
Android, phần mềm đầu tàu  của liên minh, được phát triển dựa trên giấy phép mã nguồn mở, sẽ đối đầu với các nền tảng di động khác từ Apple, Microsoft, Nokia (Symbian), HP (trước kia là Palm), Samsung Electronics / Intel (Tizen, bada), và BlackBerry.
Như một phần của nỗ lực để truyền bá một nền tảng Android thống nhất, các thành viên OHA cam kết sẽ không sản xuất các thiết bị chạy các nhánh không tương thích của Android.

## Các sản phẩm
Cùng lúc thông báo sự thành lập của Liên minh thiết bị cầm tay mở vào tháng 5 năm 2007, OHA cũng giới thiệu Android, một nền tảng điện thoại di động mã nguồn mở dựa trên nhân Linux. Phiên bản truy cập sớm của SDK được cung cấp cho các nhà phát triển vào ngày 12 tháng 11 năm 2007.
Chiếc điện thoại thương mại đầu tiên chạy Android là HTC Dream (cũng được biết đến với tên gọi T-Mobile G1). Nó đã được chấp thuận bởi Ủy ban Truyền thông Liên ban (FCC) vào ngày 18 tháng 8 năm 2008, và có mặt trên thị trường vào ngày 22 tháng 10.

## Các thành viên
Các thành viên của Liên minh thiết bị cầm tay mở gồm:
| Ngày gia nhập        | Nhà mạng                                                                                                | Nhà phát triển phần mềm | Khác                                                                          | Nhà sản xuất thành phần | Nhà sản xuất thiết bị |
| -------------------- | --- | --- | ----------------------------------------------------------------------------- | --- | --- |
| Thành viên sáng lập  | - KDDI Corporation - NTT DoCoMo - Sprint Nextel - T-Mobile - China Mobile - Telecom Italia - Telefónica | - Ascender Corporation - eBay - Google - LivingImage - Myriad - Nuance Communications - PacketVideo - SkyPop - SONiVOX - Wind River Systems | - Flex Comix - Nexus Telecom - The Astonishing Tribe                          | - Audience - Broadcom Corporation - CSR Plc. - Intel Corporation - Marvell Technology Group - NVIDIA Corporation - Qualcomm - Synaptics - Texas Instruments | - HTC - LG - Sony - Motorola Mobility (joined as Motorola) - Samsung Electronics - Cetelix                                                                          |
| Tháng 12 2008        | - Vodafone - Softbank                                                                                   | - OMRON | - Borqs - Teleca                                                              | - AKM Semiconductor - ARM - Atheros Communications - ST-Ericsson (joined as Ericsson Mobile Platforms)                                                      | - ASUSTek - Garmin - Huawei Technologies - Sony Mobile Communications (joined as Sony Ericsson) - Toshiba                                                           |
| Tháng 5–Tháng 6 2009 | - China Unicom                                                                                          | - SVOX | - Acer                                                                        | | |
| Tháng 9 2009         | - MIPS Technologies                                                                                     | |                                                                               | | |
| Tháng 1 2010         | - Bouygues Telecom                                                                                      | - Sasken Communication Technologies Limited                                                                                                 | - ZTE Corporation                                                             | | |
| Tháng 5 2010         | - NXP Software                                                                                          | |                                                                               | | |
| Tháng 7 2010         | - Access                                                                                                | - MediaTek |                                                                               | | |
| Tháng 11 2010        | - VisualOn                                                                                              | |                                                                               | | |
| Không rõ             | - China Telecommunications Corporation - Telus                                                          | - Cooliris - MOTOYA Co., Ltd. | - Accenture - L&T Infotech - SQL Star International Inc. - Wipro Technologies | - Cypress Semiconductor Corporation - Freescale Semiconductor - Gemalto - Renesas Electronics Corporation - Via Technologies                                | - Alcatel Mobile Phones - Compal Communications - Dell - Foxconn - Haier - Kyocera - Lenovo Mobile Communication Technology Ltd. - NEC - Sharp Corporation - Saygus |